# Budynek Szkoły Męskiej w Przeworsku
Budynek Szkoły Męskiej w Przeworsku (obecnie Zespół Szkół Ogólnokształcących i Zawodowych w Przeworsku) – zabytkowy budynek w Przeworsku znajdujący się przy ul. Szkolnej 6.

## Historia
Działkę, na której wzniesiono szkołę zakupiło miasto od Wojciecha Końcowicza w 1868. Również w tym roku rozpoczęto wypalanie cegły, przeznaczonej na budowę obiektu. Komitet budowy szkoły powołano w 1877. W jego skład weszli: Stanisław Czajkowski, Feliks Hoszowski i Feliks Świtalski. Wielokrotnie jednak zmieniano planowaną lokalizację budynku. W 1894 planowano wznieść szkołę w ogrodzie klasztoru oo. Bernardynów. Gwardian wyraził zgodę, żądając w zamian rekompensaty w postaci innej działki. Ostatecznie powrócono do pierwotnej koncepcji i szkołę wzniesiono na parceli zakupionej od Końcowicza. Budowę Szkoły Męskiej zakończono w 1904. W budynku, oprócz sal lekcyjnych znajdowało się także mieszkanie służbowe dla kierownika szkoły, którym został Jan Reyman. W czasie I wojny światowej sale szkolne zajęto na koszary i lazaret dla chorych żołnierzy. W 1963 obiekt przekazano do dyspozycji Liceum w Przeworsku (obecnie Zespół Szkół Ogólnokształcących i Zawodowych w Przeworsku. W 1983 podjęto decyzję o rozbudowie szkoły. 3 kwietnia 1992 oddano do użytku nowe skrzydło oraz salę gimnastyczną.

## Architektura
Obiekt został wzniesiony z czerwonej cegły. Reprezentuje skromne formy neogotyku. Budynek jest dwukondygnacyjny z poddaszem. Przez całą szerokość budynku biegnie ozdobna lizena. Nad drzwiami wejściowymi znajduje się figura Chrystusa. Ryzalit fasady jest zakończony schodkowym szczytem.